# Fernando Correa
Fernando Edgardo Correa Ayala (Montevideo, 6 de enero de 1974) es un exfutbolista y entrenador uruguayo. Desarrolló gran parte de su carrera futbolística en España.

## Trayectoria
Después de cuatro temporadas con el equipo uruguayo Club Atlético River Plate fue fichado por el Atlético de Madrid, haciendo su debut en La Liga el 10 de septiembre de 1995 contra el Racing de Santander. Estaría cedido durante dos años al cántabro, marcando 27 goles ligueros en ese periodo que le bastaron para remontar la vuelta a la capital española.
Tras dos años en el RCD Mallorca y seis partidos más con el Real Valladolid (Segunda División), Correa volvió a Uruguay y River Plate, fichando por el Peñarol tras un breve paso por el Shanghái Shenhua FC de China. En 2009, el jugador de 35 años se reincorporó a su primer club profesional.
Tras su retirada, Correa trabajó como asistente de su excompañero en la cancha, Diego Alonso, en varios equipos. Tuvo su primera experiencia como entrenador en jefe en enero de 2018, siendo nombrado en C. A. Cerro; en diciembre del mismo año, luego de una racha que incluyó 16 partidos de Primera División uruguaya sin una derrota, se fue.

## Selección nacional
Representó a Uruguay en el Campeonato Mundial Juvenil de la FIFA 1993. Debutó con la selección absoluta el 19 de octubre de 1994 (20 años), en un partido amistoso con Perú en el Estadio Nacional José Díaz de Lima, reemplazando a Darío Silva en el minuto 78 de la victoria por 1-0.

## Estadísticas

### Como jugador
| Club                | País          | Año           | Partidos | Goles |
| ------------------- | ------------- | ------------- | -------- | ----- |
| River Plate         | Uruguay       | 1989-1995     | -        | -     |
| Atlético de Madrid  | España        | 1995-1996     | 11       | 2     |
| Racing de Santander | España        | 1996-1998     | 80       | 27    |
| Atlético de Madrid  | España        | 1998-2003     | 95       | 41    |
| Mallorca            | España        | 2003-2005     | 40       | 10    |
| Real Valladolid     | España        | 2005-2006     | 7        | 1     |
| River Plate         | Argentina     | 2006-2007     | 15       | 3     |
| Shanghái            | China         | 2007          | 4        | 0     |
| Peñarol             | Uruguay       | 2007-2009     | 28       | 5     |
| River Plate         | Uruguay       | 2009-2011     | 37       | 10    |
| Total carrera       | Total carrera | Total carrera | 317      | 82    |

### Como entrenador
| Club  | País    | Año   | PJ | G  | E  | P | GF | GC | DG | Efect. |
| ----- | ------- | ----- | -- | -- | -- | - | -- | -- | -- | ------ |
| Cerro | Uruguay | 2018  | 39 | 14 | 16 | 9 | 50 | 49 | 1  | 49.57% |
| Total | Total   | Total | 39 | 14 | 16 | 9 | 50 | 49 | 1  | 49.57% |

## Palmarés

### Como jugador
| Título                       | Club            | País    | Año     |
| ---------------------------- | --------------- | ------- | ------- |
| Segunda División Profesional | River Plate     | Uruguay | 1991    |
| Primera División de España   | Atlético Madrid | España  | 1995-96 |
| Copa del Rey                 | Atlético Madrid | España  | 1995-96 |
| Segunda División de España   | Atlético Madrid | España  | 2001-02 |
| Torneo Clausura              | Peñarol         | Uruguay | 2008    |

## Vida personal
Su hijo Tiziano también es futbolista profesional.